# Microtus drummondii
Microtus drummondii és una espècie de mamífer rosegador de la família dels cricètids. Partint d'Ontario, la seva distribució arriba fins a Alaska a l'oest i fins a Nou Mèxic al sud. Una població aïllada que hi havia a Chihuahua ha estat extirpada. El seu hàbitat són els boscos de diferents tipus i les zones obertes amb una cobertura d'herba espessa. És depredat tant per ocells com per altres mamífers. Fou anomenat en honor d'un tal Drummond, que participà en el seu descobriment.